# Zhu Yi (Tri kraljevstva)
Zhu Yi (? -257), stilsko ime Jiwen (季文), bio je vojskovođa u službi kineske države Istočni Wu, jednog od Tri kraljevstva. Bio je sin Zhu Huana. Zhu je bio dio vojske koju je vladar Sun Lin poslao na sjever u državu Cao Wei kako bi pomogla pri Zhuge Danovoj pobuni protiv klana Sima. Zhu tokom karijere nije imao nekih velikih vojnih uspjeha, a od poraz od Wang Jija je toliko razbjesnio Sun Lina da je Zhu Yija dao pogubiti.